# Michael O'Hara
Michael O'Hara (né le 29 septembre 1996) est un athlète jamaïcain, spécialiste des épreuves de sprint. 

## Biographie
En 2012, lors des championnats d'Amérique centrale et des Caraïbes d'athlétisme juniors de San Salvador, il s'adjuge la médaille de bronze sur 110 mètres haies et la médaille d'or au titre du relais 4 × 100 m. Il participe l'année suivante aux championnats du monde cadets de Donetsk en Ukraine, et y remporte le titre mondial du 200 m, dans le temps de 20 s 63. En 2014, il se classe troisième du 200 m et du 4 × 100 m durant les championnats du monde juniors d'Eugene. Sur 200 m, il porte son record personnel à 20 s 45.

### Palmarès
| Date | Compétition                    | Lieu    | Résultat | Épreuve           | Performance   |
| ---- | ------------------------------ | ------- | -------- | ----------------- | ------------- |
| 2013 | Championnats du monde jeunesse | Donetsk | 4e       | 100 m             | 10 s 46       |
| 2013 | Championnats du monde jeunesse | Donetsk | 1er      | 200 m             | 20 s 63       |
| 2013 | Championnats du monde jeunesse | Donetsk | 1er      | Relais « medley » | 1 min 49 s 23 |
| 2014 | Championnats du monde juniors  | Eugene  | 3e       | 200 m             | 20 s 31       |
| 2014 | Championnats du monde juniors  | Eugene  | 3e       | 4 × 100 m         | 39 s 12       |

### Records
| Épreuve | Performance | Lieu     | Date            |
| ------- | ----------- | -------- | --------------- |
| 100 m   | 10 s 19     | Kingston | 24 mai 2014     |
| 200 m   | 20 s 45     | Eugene   | 24 juillet 2014 |